# Cameron Guess
Cameron Guess (* 24. August 1936 in New York; † 12. Dezember 1997 in Winter Springs, Florida) war ein US-amerikanischer Animator und Filmproduzent.

## Leben
Guess kam Ende der 1950er-Jahre an das National Film Board of Canada, wo er als Produzent, Regisseur und Animator aktiv war. Eine große Erbschaft ermöglichte es ihm, das NFB 1963 zu verlassen. Er gründete stattdessen 1964 in San Francisco sein eigenes Animationsfilmstudio Cameron Guess & Friends. Es entstanden die beiden Kurzanimationsfilme The Well (1965) und The Shepherd (1967), die Guess produzierte. Für The Shepherd erhielt Guess 1971 eine Oscarnominierung in der Kategorie Bester animierter Kurzfilm. An den Filmen wirkten Jeff Hale, Derek Lamb und Barrie Nelson mit. Guess zog sich Ende der 1960er-Jahre vom Filmgeschäft zurück und ließ sich in Florida nieder, wo er 1997 starb.

## Filmografie
- 1962: Pot-pourri
- 1963: The Great Toy Robbery
- 1965: The Well
- 1967: The Shepherd